# Erioptera (Mesocyphona) bivittata
Erioptera (Mesocyphona) bivittata is een tweevleugelige uit de familie steltmuggen (Limoniidae). De soort komt voor in het Palearctisch gebied.